# Куявія (футбольний клуб)

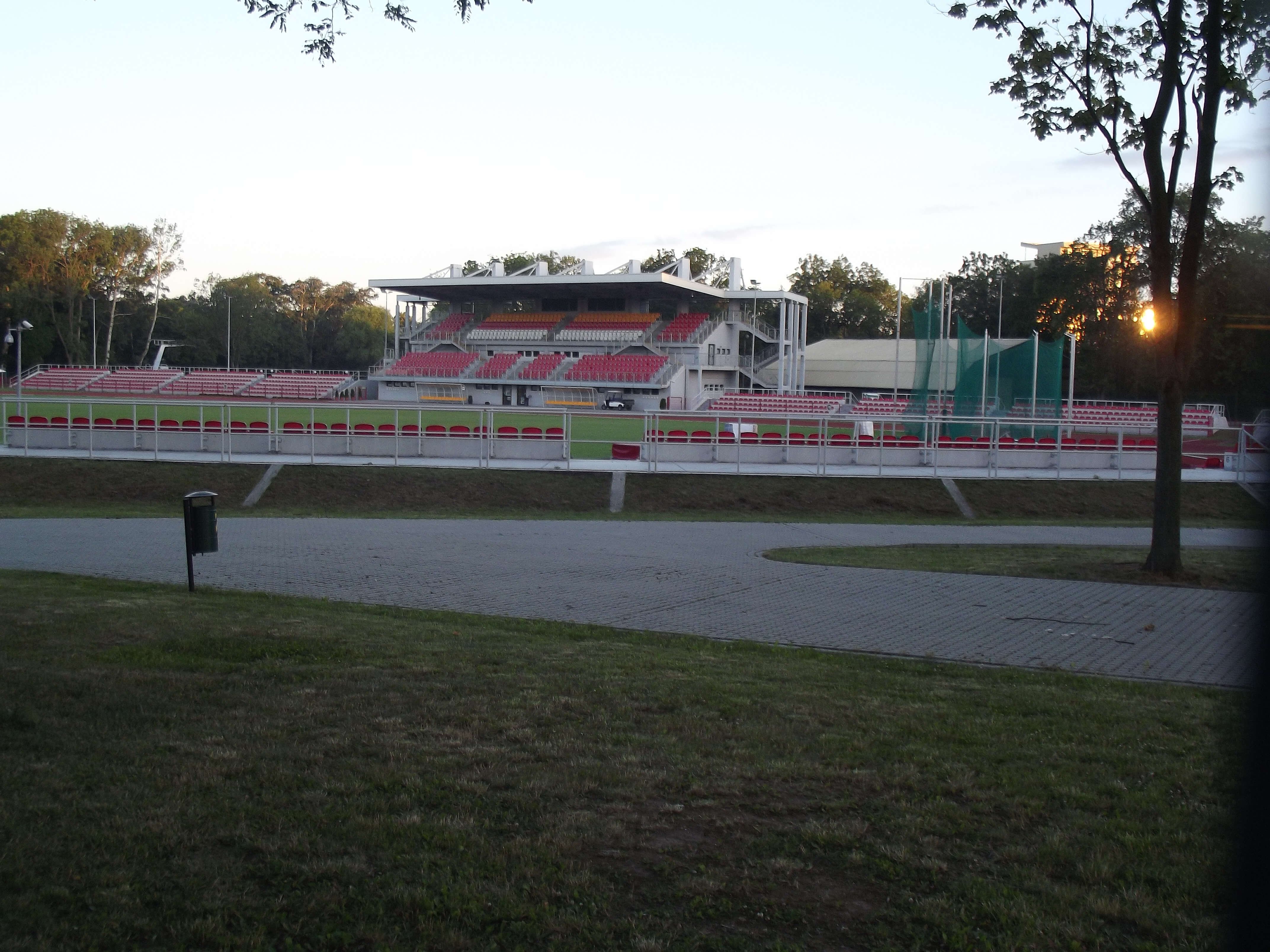
Міський стадіон імені іновроцлавських олімпійців

«Куявія» (Іновроцлав) (пол. Cuiavia Inowrocław) — аматорський польський футбольний клуб з міста Іновроцлав.
Повна назва клубу — «Спортивний клуб «Куявія» (Іновроцлав)» (польською — Klub Sportowy Cuiavia Inowrocław), або СК «Куявія» (Іновроцлав) (KS Cuiavia Inowrocław). Назва не відповідає правописові польської мови і написана в англійській транскрипції за назвою підприємства-засновника.
Найвідоміший гравець команди — Томаш Радзинський.

## Досягнення
Переможець Кубка Польщі в Куявсько-поморській федерації футболу 2011-12 років.
Три сезони команда зіграла в III футбольній лізі, звідки, в сезоні 2013-14 років опустилась до IV ліги.

## Українці в команді
За команду виступали українці — оборонці Арсен Процишин (з 2017-го року) та Андрій Гладиш (з 2018), півзахисник Давид Бабаян (з 2018 року). Всі вони завершили виступи у 2018 році.
З осінньої частини чемпіонату 2018-19 до команди приєднався нападник Кирило Мейлах, який до цього грав за кримські футбольні команди. Мейлах закінчив виступи у вересні 2018 року, відігравши 7 матчів.
Від сезону 2018-19 до команди на правах оренди перейшов Олександр Литвяк, котрий до цього виступав за «Унію» (Яніково).
На початку 2019 року контракт з клубом підписав ще один український футболіст — Микита Зубко.